# Murzynowo (Lubusz)
Murzynowo is een plaats in het Poolse district  Międzyrzecki, woiwodschap Lubusz. De plaats maakt deel uit van de gemeente Skwierzyna en telt 1000 inwoners.

## Verkeer en vervoer
- Station Murzynowo